# Gabriel Brilhante
Gabriel Pereira Brilhante (* 3. Juli 2002 in Diadema) ist ein brasilianischer Fußballspieler.

## Karriere
Brilhante begann seine Karriere beim São Bernardo FC. Im September 2021 wechselte er zum EC São Bernardo. Zur Saison 2022 wechselte er nach Litauen zum Erstligisten FK Banga. Im März 2022 gab er dann gegen den FK Jonava sein Debüt für Banga in der A lyga. Insgesamt absolvierte er zehn Partien im Oberhaus, ehe er im Juli 2022 zum Zweitligisten FK Minija wechselte.
Im Januar 2023 schloss Brilhante sich dem österreichischen Regionalligisten VfB Hohenems an. Für Hohenems absolvierte er elf Regionalligapartien. Zur Saison 2023/24 wechselte der Defensivmann dann zum Zweitligisten FC Dornbirn 1913. Für Dornbirn absolvierte er 13 Spiele in der 2. Liga. Nachdem dem Team nach der Saison 2023/24 die Zweitligazulassung entzogen worden war, verließ er den Verein.
Im August 2024 wechselte er anschließend nach Liechtenstein zum in der vierten Schweizer Liga spielenden USV Eschen-Mauren.